# Santa Catharina (1868)
Santa Catharina (według obecnej wymowy Santa Catarina) – brazylijski monitor, szósty okręt typu Pará, zbudowanego dla marynarki wojennej Brazylii w czasie wojny paragwajskiej pod koniec lat 60. XIX wieku. W momencie gdy okręt został ukończony wojna była prawie rozstrzygnięta i jednostka uczestniczyła w jedynie jednym istotnym starciu z siłami paragwajskimi (w 1869 roku). Okręt po wojnie został przydzielony do flotylli Mato Grosso. Monitor zatonął na kotwicowisku w 1882, w czasie napraw.

## Projekt i dane techniczne
Projekt monitorów rzecznych typu Pará powstał dla zaspokojenia zapotrzebowania brazylijskiej marynarki na małe okręty o niewielkim zanurzeniu, mogące prowadzić działania pod ostrzałem przeciwnika. Wybrano układ monitora, ponieważ jednostki wyposażone w wieżę artyleryjską mogły skuteczniej uczestniczyć w walce z wrogimi okrętami i fortyfikacjami niż okręty z pokładem bateryjnym, które były dotychczas w służbie brazylijskiej. Owalna wieża artyleryjska została osadzona na okrągłej platformie z centralną osią obrotu. Była ona poruszana przez czterech ludzi napędzających system przekładni: pełny obrót od 360 stopni zabierał 2,25 minuty. Na okręcie zamontowano także taran z brązu. Część podwodna kadłub została pokryta stopem Muntza (odmianą mosiądzu) by zredukować jej porastanie przez organizmy wodne.
Okręt miał 39 m długości całkowitej, szerokość 8,54 m, zanurzenie 1,51 - 1,54 m i wyporność 500 ton. Miał tylko 30 cm wolnej burty i nie nadawał się do samodzielnej żeglugi morskiej. Załoga składała się z 43 oficerów i marynarzy.

### Napęd
Okręty typu Pará miały dwie maszyny parowe bezpośredniego działania, każda poruszała pojedynczą śrubę o średnicy 1,3 m. Silniki były zasilane w parę przez dwa kotły cylindryczne o ciśnieniu roboczym 59 psi. Prędkość maksymalna wynosiła 8 węzłów na spokojnej wodzie. Okręty przewoziły zapas węgla wystarczający na jeden dzień rejsu.

### Uzbrojenie
"Santa Catharina" była uzbrojona w pojedyncze 120-funtowe działo Whitwortha, gwintowane, ładowane odprzodowo. Działo miało maksymalny zasięg około 5540 m. Pocisk o średnicy 178 mm (7 cali) ważył 68,5 kg, samo działo ważyło 7556,8 kg. Ustawienie lufy działa na lawecie zostało tak pomyślane, by do minimum ograniczyć rozmiary furty działowej i przez to możliwość przeniknięcia pocisków i odłamków do wnętrza wieży.

### Pancerz
Kadłub jednostek typu Pará był zbudowany z trzech warstw drewna ułożonych w różnych kierunkach. Miał grubość 457 mm i był pokryty 4-calową (102 mm) warstwą twardego drewna z peroby. Na linii wodnej znajdował się burtowy pas pancerny wysokości 91 cm, wykonany z niskowęglowego stopu żelaza. Miał on maksymalną grubość 102 mm na śródokręciu, malejącą do 76 i 51 mm w kierunku końców kadłuba. Zaokrąglony pokład był opancerzony grubą na 12,7 mm warstwą z tego samego stopu.
Wieża artyleryjska miała kształt kwadratu z zaokrąglonymi rogami. Była zbudowana podobnie jak kadłub, ale jej przednia ściana była zabezpieczona pancerzem o grubości 152 mm, ściany - 102 mm, a tył 76 mm. Dach wieży i eksponowana część platformy na której spoczywała były zabezpieczone 12,7 mm pancerzem, Opancerzona sterówka znajdowała się przed wieżą.

## Służba
Stępkę okrętu położono w Arsenal de Marinha da Côrte w Rio de Janeiro 8 grudnia 1866, w czasie wojny paragwajskiej, którą toczyły złączone w sojuszu Argentyna i Brazylia walczące z Paragwajem. "Santa Catharina" została zwodowana 5 maja 1868 i weszła do służby w następnym miesiącu. Do Paragwaju dotarła w połowie 1868, kiedy wojna już była rozstrzygnięta. Okręt zniszczył paragwajskie umocnienia na Río Manduvirá 18 kwietnia 1869. "Santa Catharina" wraz z bliźniaczymi "Piauí" i "Ceará" przełamały się przez stanowiska paragwajskie w Guaraio 29 kwietnia, powodując odwrót ich obrońców. Okręt wspierał ogniem artyleryjskim siły lądowe do końca wojny. Po wojnie został przydzielony do flotylli Mato Grosso. W 1882 w czasie remontu zatonął na kotwicowisku z powodu złego stanu kadłuba. Dalsze losy nieznane.